# Kostel svatého Havla (Tuhaň)
Kostel svatého Havla na návrší nad obcí Tuhaň byl postaven v barokním slohu v letech 1708 až 1711 na místě staršího dřevěného kostela ze 14. století. Stavbu provedl známý italský stavitel a architekt Nicolo Raimondi. Vedle kostela, který je chráněn jako kulturní památka České republiky, stojí zvonice z roku 1833.
Po požáru v roce 1839 byl kostel vzápětí opraven. Požár zničil celé vnitřní vybavení kostela, a proto například hlavní oltář pochází až z roku 1840. Od začátku 90. let 20. století probíhala rozsáhlá rekonstrukce kostela, zakončená jeho znovupožehnáním po opravě v roce 2002.
Duchovní správci kostela jsou uvedeni na stránce: Římskokatolická farnost Tuhaň.